# Pachyplagia
Pachyplagia is een geslacht van wantsen uit de familie van de Schizopteridae. Het geslacht werd voor het eerst wetenschappelijk beschreven door Gross in 1951.

## Soorten
Het genus bevat de volgende soorten:

- Pachyplagia acracantheis Hill, 1990
- Pachyplagia aremenohylaea Hill, 1990
- Pachyplagia australia Gross, 1951
- Pachyplagia montana Ren & Yang, 1991
- Pachyplagia nesohylaea Hill, 1990
- Pachyplagia ombriohylaea Hill, 1990
- Pachyplagia spanohylaea Hill, 1990
- Pachyplagia sporadohylaea Hill, 1990